# Хассі-Р'Мель – Бордж-Менаель – Алжир
Хассі-Р'Мель – Бордж-Менаель – Алжир – газопровід в Алжирі. 
На найбільшому газовому родовищі Алжиру Хассі-Р'Мель сформувався газотранспортний хабу, який окрім продукції власне Хассі-Р'Мель також отримує ресурс по газопроводах Алрар – Хассі-Р'Мель, Рурд-Нусс – Хассі-Р'Мель, Кречба – Хассі-Р'Мель, Регган – Хассі-Р'Мель, Гассі-ель-Гара – Хассі-Р'Мель. Далі ресурс газу може транспортуватись по кількох напрямках, зокрема, по введеному в дію у 1981-му газопроводу, що прямує в район столиці країни міста Алжир та включає: 
- ділянку довжиною 437 км та діаметром 1050 мм до Бордж-Менаель з пропускною здатністю станом на середину 2000-х на рівні 7,1 млрд м3 ;
- відтинок від Бордж-Менаель до Алжиру довжиною 58 км та діаметром 700 мм.
В районі міста Алжир природний газ, зокрема, використовують ТЕС Алжир-Порт, ТЕС Хамма, ТЕС Буфарик  та ТЕС Баб-Еззуар, а на узбережжі дещо північніше від Бордж-Менаель з кінця 1980-х працює ТЕС Рас-Джинет. Також можливо відзначити, що неподалік від південної ділянки траси ведеться будівництво ТЕС Джельфа, яка повинна була стати до ладу ще наприкінці 2010-х, проте споруджується з великим відхиленням від плану.
Від ділянки Хассі-Р'Мель – Бордж-Менаель живляться численні трубопроводи-відгалуження, зокрема, Айн-Ель-Лахджель – М'Сіла, Сіді-Аісса – Бугезуль, Буїра – Беджайя.